# اندی هادروی
اندی هادروی (انگلیسی: Andi Hadroj؛ زادهٔ ۲۲ فوریهٔ ۱۹۹۹) بازیکن فوتبال اهل آلبانی است.
از باشگاه‌هایی که در آن بازی کرده‌است می‌توان به باشگاه فوتبال لاچی اشاره کرد.
وی همچنین در تیم ملی فوتبال آلبانی بازی کرده‌است.